# USS Lunga Point (CVE-94)
USS Lunga Point (CVE-94) là một tàu sân bay hộ tống lớp Casablanca được Hải quân Hoa Kỳ chế tạo trong Chiến tranh Thế giới thứ hai. Tên nó được đặt theo Lunga Point trên bờ biển phía Bắc Guadalcanal thuộc quần đảo Solomon, nơi diễn ra cuộc Hải chiến Guadalcanal năm 1942. Nó đã hoạt động cho đến hết Thế Chiến II, xuất biên chế năm 1946 và bị bán để tháo dỡ năm 1960. Lunga Point được tặng thưởng danh hiệu Đơn vị Tuyên dương Tổng thống cùng năm Ngôi sao Chiến trận do thành tích phục vụ trong Thế Chiến II.

## Thiết kế và chế tạo
Con tàu nguyên dự định mang tên Alazon Bay, nhưng được đổi tên thành Lunga Point trước khi được đặt lườn tại Xưởng tàu Vancouver của hãng Kaiser Company, Inc. ở Vancouver, Washington vào ngày 19 tháng 1 năm 1944. Nó được hạ thủy vào ngày 11 tháng 4 năm 1944; được đỡ đầu bởi bà Mary Elizabeth McKay; và được nhập biên chế vào ngày 14 tháng 5 năm 1944 dưới quyền chỉ huy của Hạm trưởng, Đại tá Hải quân G. A. T. Washburn.

## Lịch sử hoạt động
Sau một giai đoạn huấn luyện ngắn vào đầu mùa Hè 1944, Lunga Point lên đường đi sang Thái Bình Dương để vận chuyển máy bay ném bom Lục quân đến New Guinea rồi đưa những máy bay tiêm kích Republic P-47 Thunderbolt bị hư hại quay trở về để sửa chữa. Nó trở thành một đơn vị của Đội tàu sân bay 29 và rời San Diego, California vào ngày 16 tháng 10 để tham gia cuộc tấn công đổ bộ lên vịnh Leyte, ghé qua Trân Châu Cảng, Eniwetok và Kossol Roads trên đường đi. Từ ngày 13 đến ngày 22 tháng 11, nó hỗ trợ trên không cho các tàu vận chuyển và lực lượng trên bờ tham gia Trận Leyte tại Philippines. Được thay phiên vào ngày 23 tháng 11, nó lên đường quay trở về đảo Manus thuộc quần đảo Admiralty, chuẩn bị cho chiến dịch tấn công đổ bộ tiếp theo lên đảo Luzon.
Lunga Point lên đường từ đảo Manus vào ngày 27 tháng 12 để hỗ trợ trên không cho chiến dịch đổ bộ của Tập đoàn quân 6 Lục quân lên vịnh Lingayen. Vào ngày 4 tháng 1 năm 1945, nó bắn rơi một máy bay đối phương, nhưng chứng kiến tàu sân bay chị em Ommaney Bay (CVE-79) bị máy bay tấn công cảm tử Kamikaze Nhật Bản đánh chìm. Sau khi chống trả 14 đợt tấn công của đối phương, nó đi đến ngoài khơi vịnh Lingayen vào ngày 6 tháng 1, và đã hoạt động liên tục trong 11 ngày để không kích hỗ trợ, thực hiện trung bình 41 phi vụ mỗi ngày. Nó rút lui vào ngày 17 tháng 1 để quay trở về Ulithi.
Từ ngày 23 tháng 1 đến ngày 10 tháng 2, Lunga Point chuẩn bị cho cuộc đổ bộ lên Iwo Jima; con tàu đi đến ngoài khơi bãi đổ bộ vào ngày 16 tháng 2. Lực lượng tấn công chịu đựng những cuộc không kích ngày càng gia tăng của đối phương, khi vào ngày 21 tháng 2, khoảng 16 máy bay đối phương đã tấn công các tàu sân bay tại khu vực phụ cận. Tàu sân bay Saratoga (CV-3) bị hư hại và Bismarck Sea (CVE-95) đã bị đánh chìm, nhưng Lunga Point đã bắn rơi ba máy bay Nakajima B6N "Jill" trong khi chỉ bị hư hại nhẹ. Đến ngày 8 tháng 3, không quân đặt căn cứ trên đất liền đã đủ mạnh để đảm nhiệm tác chiến, và con tàu rút lui về Ulithi để chuẩn bị cho chiến dịch đổ bộ tiếp theo lên Okinawa.
Lunga Point được tiếp liệu trước khi khởi hành từ Ulithi vào ngày 21 tháng 3 trong thành phần đơn vị đặc nhiệm dưới quyền Chuẩn đô đốc Clifton Sprague. Từ ngày 24 tháng 3 đến ngày 27 tháng 6, nó hoạt động ngoài khơi Okinawa hỗ trợ cho lực lượng tấn công, tấn công các mục tiêu đối phương tại khu vực quần đảo Ryūkyū cũng như đánh trả vô số cuộc tấn công tự sát Kamizaze hầu như liên tục. Nó hoàn tất mọi nhiệm vụ này mà không bị hư hại, và rút lui về Leyte vào ngày 27 tháng 6. Con tàu đã hỗ trợ cho các hoạt động quét mìn về phía Tây Okinawa vào đầu tháng 7, và càn quét tàu bè đối phương dọc theo bờ biển Trung Quốc từ Thượng Hải đổ lên phía Bắc trong tháng 8. Kết thúc nhiệm vụ vào ngày 7 tháng 8, nó lên đường đi vịnh Buckner, Okinawa, nơi nhận được tin tức về việc Nhật Bản đầu hàng kết thúc cuộc xung đột.
Lunga Point được phối thuộc cùng Đệ Ngũ hạm đội vào cuối tháng 8 để trợ giúp trong việc hồi hương các tù binh chiến tranh Đồng Minh từ các cảng Wakayama và Nagasaki, chuyển 760 người thuộc đủ mọi quốc tịch đến Okinawa vào ngày 19 tháng 9. Nó được lệnh đi đến vịnh Tokyo vào đầu tháng 10, trên đường đi đã tham gia tìm kiếm Chuẩn đô đốc W. D. Sample bị mất tích trên một thủy phi cơ PBM Mariner trong một chuyến tuần tra, nhưng không có kết quả. Nó rời vịnh Tokyo vào ngày 28 tháng 10 để quay trở về Hoa Kỳ, ghé qua Trân Châu Cảng vào ngày 7 tháng 11, và về đến San Diego, California vào ngày 15 tháng 11.
Lunga Point còn thực hiện những chuyến hồi hương cựu chiến binh từ Thái Bình Dương trong khuôn khổ Chiến dịch Magic Carpet trước khi quay về vùng bờ Tây vào đầu năm 1946. Con tàu được cho xuất biên chế vào ngày 24 tháng 10 năm 1946 và được đưa về Đội Tacoma thuộc Hạm đội Dự bị Thái Bình Dương. Đang khi trong thành phần dự bị, nó được xếp lại lớp với ký hiệu lườn mới CVU-94 vào ngày 12 tháng 6 năm 1955, rồi thành AKV-32 vào ngày 7 tháng 5 năm 1959. Tên nó được cho rút khỏi danh sách Đăng bạ Hải quân vào ngày 1 tháng 4 năm 1960, và lườn tàu được bán cho hãng Hyman Michaels Co. tại San Diego vào ngày 3 tháng 8 năm 1960 để tháo dỡ.

## Phần thưởng
Lunga Point được tặng thưởng danh hiệu Đơn vị Tuyên dương Tổng thống cùng năm Ngôi sao Chiến trận do thành tích phục vụ trong Thế Chiến II.